# 皇家音乐学院 (南肯辛顿)

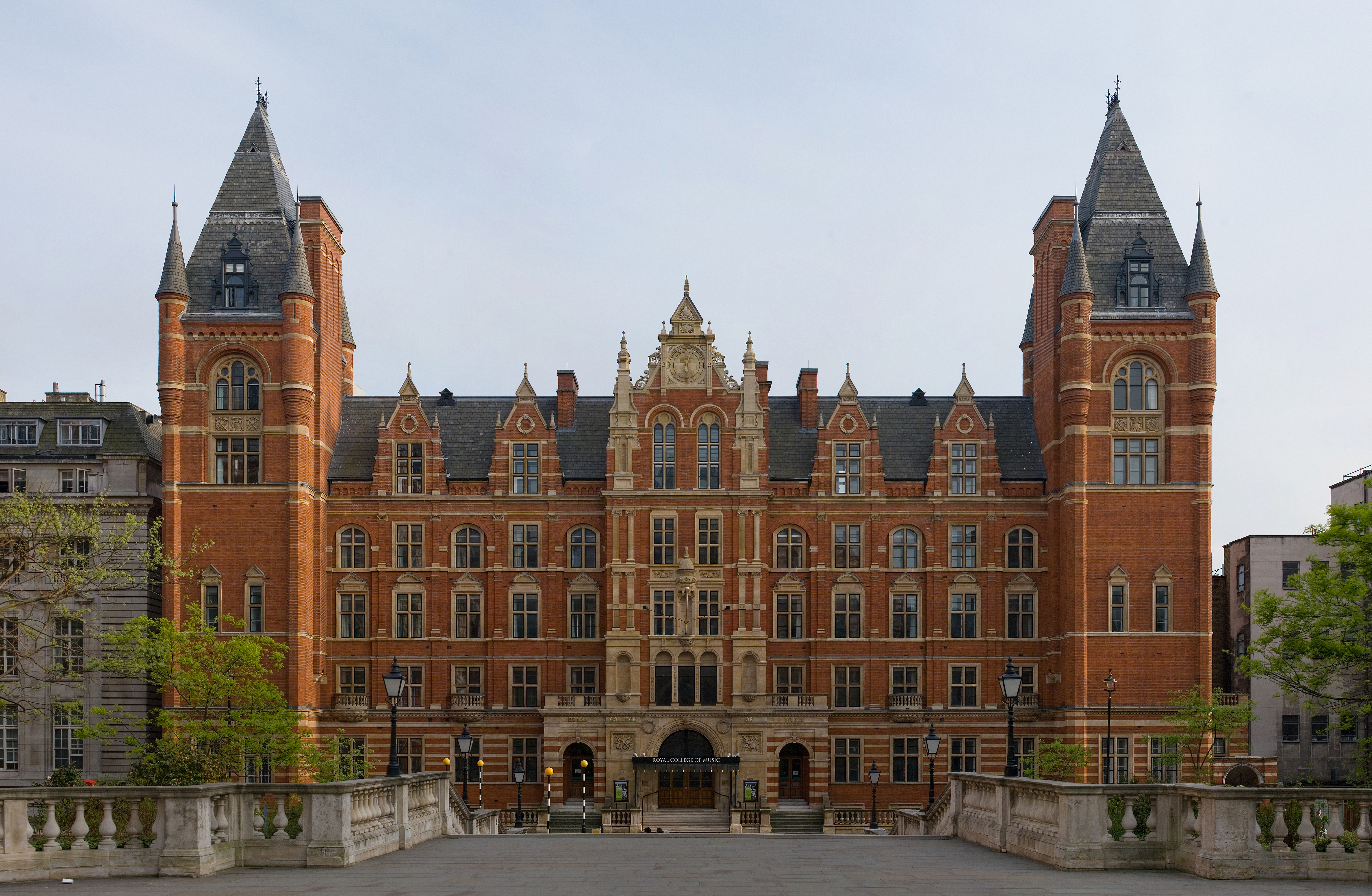
皇家音乐学院正面

皇家音乐学院（英語：Royal College of Music，RCM）是一所位于英国伦敦南肯辛顿的音乐学院。它提供從本科到博士學位的西方音樂培訓，包括表演、作曲、指揮、音樂理論和歷史，並培養了許多重要的國際音樂人才。

## 历史
学校建立于1883年，目的是取代阿尔伯特亲王建立的国立音乐培训学校（National Training School for Music，NTSM）。NTSM创立于1876年，校长为亞瑟·蘇利文，而它的目的又是取代教学水平和影响力严重下降的原皇家音乐学院。
NTSM并没有起到预想的作用，这可能是由于学校没有找到职业音乐教育的关键，分不清业余教育和专业教育的区别。1878年学校打算和原皇家音乐学院合并，但被后者拒绝。1880年，查尔斯·哈勒、朱利乌斯·本尼迪克特、迈克尔·科斯塔、亨利·大卫·莱斯利和约翰·戈尔德施米特组成的委员会报告称学校行政混乱。次年苏利文引咎辞职，约翰·斯坦纳接任校长。
1881年，在乔治·格罗夫的推动下，建立皇家音乐学院的提案成形。皇家音乐学院在1883年5月7日开学，格罗夫担任首任校长。
1890年代初期，新的音樂學院建築在南肯辛頓的Prince Consort Road新址上啟用。該建築由阿瑟·布洛姆菲爾德 (Arthur Blomfield) 爵士設計，採用佛蘭德風格主義風格，外觀使用紅磚與淺黃色韋爾登石裝飾。工程於1892年開始施工，並於1894年5月啟用。門廳矗立著威爾斯親王的雕像。

## 校区
皇家音乐学院的建筑由亚瑟·布罗姆菲尔德爵士设计，位于南肯辛顿王夫大道（Prince Consort Road），与伦敦帝国学院毗邻，正对着皇家阿尔伯特音乐厅，靠近皇家藝術學院，距科学博物馆、自然历史博物馆和维多利亚和阿尔伯特博物馆仅5分钟步行路程。众多的艺术机构使该地区获得了“阿尔伯特城”（Albertopolis）的昵称。

## 课程
学校教授西方古典音乐的各种课程，从本科到博士。还设有少年部，为300名8到18岁儿童周六上课。另外它还有一个对公众开放的乐器博物馆。

## 演出場地
RCM拥有各种各样的音乐会场馆，包括阿玛丽利斯·弗莱明音乐厅(Amaryllis Fleming Concert Hall)，这是一座由布洛姆菲尔德(Blomfield)设计，拥有468个座位的桶形拱顶音乐厅，建于1901 年，并于2008-09年进行了大规模修复。布里顿剧院可容纳400个座位，由伊丽莎白二世女王于1986年宣布啟用，該廳用于歌剧、芭蕾舞、音乐和戏剧表演。还有一个建于1965年、拥有150个座位的演奏厅，以及几个较小的演奏室，包括三个配备管风琴的Parry Room。
2021年耗資4000萬英鎊的新場地竣工，將庄园占地面积几乎翻了一番，其中包括创建两个新的表演空间：可容纳140人的表演厅，以及可供独奏和室内表演的私密表演工作室。